# Ailleurs (entretiens)
Pour les articles homonymes, voir Ailleurs.
Ailleurs est un livre d’entretiens avec Jean-Marie Gustave Le Clézio publié le 20 juin 1995 aux éditions Arléa. L'interlocuteur est Jean-Louis Ezine.

## Résumé
Les entretiens ont été menés sur France Culture, dans lequel J.M.G. Le Clézio  parle de l'île Maurice, ses débuts en littérature, d'avions, du ciel et de sa passion du Mexique.

## Éditions
- Ailleurs, éditions Arléa, 1995  (ISBN 978-2-86959-244-5).